# جويل ريفكين
جويل ديفيد ريفكين (من مواليد 20 يناير 1959)، قاتل أمريكي متسلسل.
في عام 1994 حُكم عليه بالسجن لمدة 203 سنة بتهمة قتل تسع نساء بين عامي 1989 و 1993. ويُعتقد أنه قتل ما يصل إلى 17 ضحية بين عامي 1989 و 1993 في مدينة نيويورك وفي لونغ أيلاند بنيويورك. على الرغم من أنه غالبا ما استأجر عاملين في مجال الجنس في بروكلين ومانهاتن ، فقد عاش في إيست ميدو، وهي قرية صغيرة في الضاحية في لونغ آيلاند.
كما يُشتبه في أنه مسؤول عن بعض الضحايا الذين عُثر على رفاتهم في مارس / آذار وأبريل / نيسان 2011 ، ونُسبت في السابق إلى غيلغو بيتش كيلر. في مقابلة في أبريل 2011 مع صحيفة نيوزداي، نفى ريفكين أن أي علاقة له بالرفات التي تم اكتشافها في عام 2011. ومع ذلك يعتقد الخبراء والمدافعون عن حقوق الضحايا أن ذلك الإنكار ليس لها قيمة.